# مايك إس. ميلر
مايك إس. ميلر (بالإنجليزية: Mike S. Miller)‏ هو كاتب قصص مصورة أمريكي، ولد في أغسطس 1971.